# Children of the Sun
Children of the Sun är en singel av Tinie Tempah med sång av John Martin. Singeln släpptes den 25 oktober 2013 och är producerad av den svenske producenten Eshraque "iSHi" Mughal. Låten hamnade på en 6:e plats på UK Singles Chart.